# 原発新設の是非を問うリトアニアの国民投票
原発新設の是非を問うリトアニアの国民投票は、バルト三国の一つであるリトアニアにおける原子力発電所（以下、原発）新規建設の是非を問うため、2012年10月14日に行われた国民投票について取り上げる。

## 概要
今回行われた国民投票は、リトアニア政府が2020年頃の稼働を目指して北東部のヴィサギナスに建設を予定している原発建設計画の是非を問うため行われたもので、セイマス（リトアニア議会）選挙と同時に実施された。リトアニアにおける国民投票は、法的拘束力を有する国民投票と拘束力を有しない諮問型国民投票の二種類があり、今回実施された国民投票は諮問型国民投票である。また国民投票を発議するためには、1．有権者30万人以上の署名を集める。2．セイマス議員4分の1以上の発議による議案提案で過半数以上の賛成を得る。何れかの方法で行われるが、今回は後者の方法で発議された。

## 国民投票に至る経緯
ヴィサギナス原発は、2009年末までに運転が停止されたイグナリナ原発の隣に建設される予定の原発で2020年から22年までの完成を目指している。原発建設は、エネルギーの約80%を隣国のロシアに依存している状況を改善する目的から進められ、2011年3月には日立製作所と事業権付与契約を結び、同年6月には議会で承認された。しかし、巨額な建設費用が必要となる現行計画への反発と2011年3月に発生した東京電力福島第一原発事故後、原発への安全性に対する不安が高まり、建設に反対する声も少なくなかった。そのような中、野党により原発新設の是非を問う国民投票の議案が議会に提出され、2012年7月16日に半数を超える賛成で可決。10月に行われる議会選挙と同時に実施されることとなった。

## 投票結果
国民投票は、「私はリトアニア共和国における新たな原子力発電所の建設に賛成します」との設問に対し、「はい」あるいは「いいえ」に印を付ける形式で行われた。最終的な投票率は52.52%に達し、国民投票成立に必要な50%を上回ったため、成立した。投票の結果、原発建設反対が6割を超え、3割台に止まった賛成票を大きく上回る結果となった。
| 有権者名簿搭載者数 | 2,588,418 |
| 投票者数           | 1,361,082 |
| 投票率             | 52.58%    |
| 有効投票数         | 1,317,129 |
| 無効投票数         | 43,953    |

|                   | 投票数    | %          | %      |
| 有効投票数比      | 投票数    | 投票者数比 |        |
| ----------------- | --------- | ---------- | ------ |
| 賛成              | 463,966   | 35.23%     | 34.09% |
| 反対              | 853,163   | 64.77%     | 62.68% |
| （賛成+反対）合計 | 1,317,129 | 100.00%    | 96.77% |

出典：“Referendumo rezultatai（国民投票結果）”.   リトアニア中央選挙管理委員会 (2012年10月18日). 2012年10月23日閲覧。
国民投票で原発建設反対が多数派となったが、今回の国民投票は法的拘束力を持たない諮問型で実施されたため、同時に行われたセイマス選挙で第1党となった労働党のウスパスキフ党首は「国民投票で原発計画を中断することはない」と表明し、原発建設計画を当面継続する考えを明らかにしている。